# Joubert

Joubert

Großmeisterwappen Jouberts

Joubert von Syrien (auch Iubertus, Jobert, Gilbert, Josberto; † Oktober 1177) war von 1172 bis zu seinem Tod der siebte Großmeister des Johanniterordens.
Er wurde nach dem Tod des Großmeisters Gastone de Murols zu dessen Nachfolger gewählt. Sein Beiname geht auf den Umstand zurück, dass er in Palästina (Syria) geboren wurde.
Als 1172 König Amalrich I. von Jerusalem eine Reise nach Konstantinopel unternahm, um den byzantinischen Kaiser Manuel I. für ein Bündnis gegen Saladin zu gewinnen, setzte er Joubert für die Zeit seiner Abwesenheit als Regent des Königreichs Jerusalem, sowie als Vormund für den minderjährigen Thronfolger Balduin IV. ein.
Im August 1174 widersetzte er sich, zusammen mit den Templern und lokalen Adligen, dem selbsternannten Regenten von Jerusalem, Miles von Plancy, der für den jungen und leprakranken König Balduin IV. regierte. Joubert weigerte sich, dessen Angriff mit einer normannisch-sizilianischen Flotte auf Ägypten zu unterstützen. Er stellte sich auf die Seite von Graf Raimund III. von Tripolis, der Miles nach dessen Ermordung, im Herbst gleichen Jahres, als Regent nachfolgte. Im Dezember 1174 beteiligten sich die Ritter des Ordens dann an Raimunds Angriff gegen Sultan Saladin in Syrien, wo letzterer gerade Homs eingenommen hatte. 1176 schloss er sich dem Grafen Philipp von Flandern an, um in Syrien gegen Saladin zu kämpfen. Joubert unterstützte die Politik König Balduins IV., der nach Ägypten expandieren wollte. Der König versprach dem Orden ein (noch zu eroberndes) Stück Land in Ägypten, für dessen Unterstützung.
Im Januar 1177 wurde Joubert letztmals erwähnt und starb wahrscheinlich im selben Jahr. Sein Nachfolger Roger de Moulins gab die Expansionspläne nach Ägypten auf.